# Oriolus
Oriolus, grangurii este un gen de păsări arboricole din familia oriolidelor (Oriolidae), ordinul paseriformelor (Passeriformes) care cuprinde 29 de specii răspândite în Africa, Asia și Europa. Sunt de mărimea graurilor. Au un cioc puternic, lung și drept, ușor curbat spre vârf și zimțat în partea terminală. Aripile sunt lungi și ascuțite, iar coada scurtă și trunchiată. Penajul este frumos și viu colorat în galben, roșu, verde și negru, prezentând un accentuat dimorfism sexual și de vârsta. Își construiesc cuiburi deschise, în formă de cupă sau farfurie, adesea țesute artistic, suspendate ca un hamac între ramurile laterale ale vârfurilor crengilor. Hrana constă din insecte, larve, fructe moi, cărnoase și muguri pe care le ciugulesc numai de pe arbori. Cântecul este plăcut și sonor, asemănător cu sunetul de flaut.
În Europa și România trăiește numai o specie: grangurul (Oriolus oriolus), pasăre călătoare, răspândita și în Asia centrală.

## Sistematică
Genul Oriolus cuprinde 29 de specii, repartizate în 6 clade

Clada I
- Oriolus flavocinctus – Păduri tropicale din Australia și Noua Guinee.
- Oriolus melanotis – Păduri tropicale și subtropicale din Indonezia și Timorul de Est, tufișurile de manglier.
- Oriolus szalayi – Păduri uscate și umede de Indonezia și Noua Guinee, tufișurile de manglier.
- Oriolus sagittattus – Păduri deschise și păduri rare din nordul și estul Australiei și Noua Guinee.
- Oriolus phaeochromus – Păduri tropicale din Indonezia.
- Oriolus forsteni – Păduri tropicale din Indonezia.
- Oriolus bouroensis – Păduri tropicale din Indonezia.
- Oriolus decipiens – Specie endemică din pădurile tropicale și subtropicale umede din insula Tanimbar

Clada II
- Oriolus brachyrhynchus – Africa Centrală. Păduri tropicale umede, savana.
- Oriolus crassirostris – Specie endemică din pădurile tropicale și subtropicale din insulele Sao Tome și Principe. Figurează pe lista IUCN ca specie vulnerabilă (VU).
- Oriolus chlorocephalus – Păduri tropicale și subtropicale din Kenya, Malawi, Mozambic și Tanzania.

Clada III
- Oriolus nigripennis – Africa Centrală. Păduri tropicale și subtropicale umede, desișuri de manglier.
- Oriolus percivali – Burundi, Republica Democratică Congo, Kenya, Rwanda, Tanzania, Uganda. Păduri tropicale și subtropicale
- Oriolus larvatus – Africa spre sud de Sahara și la nord de Africa de Sud. Păduri de salcâm și pădure cu frunze căzătoare, tufărișuri de arbuști.
- Oriolus monacha – Eritreea și Etiopia. Păduri tropicale și subtropicale uscate.

Clada IV
- Oriolus chinensis – Sudul și estul Asiei, Primorye. Păduri de foioase, grădini.
- Oriolus tenuirostris – Bhutan, China, India, Laos, Myanmar, Nepal, Thailanda și Vietnam. Păduri tropicale și subtropicale umede.
- Oriolus oriolus – Africa de Nord, Europa și Asia, la est până la râul Enisei, munții din sudul Siberiei și cursul inferior al fluviului Gange.
- Oriolus kundoo – Pakistan, India, Uzbekistan, Turkmenistan, Kazahstan, Kârgâzstan, Tadjikistan, Afganistan și Nepal.
- Oriolus auratus – Africa la sud de Sahara. Tufișuri dese.

Clada V
- Oriolus cruentus – Indonezia, Malaezia. Păduri tropicale și subtropicale umede.
- Oriolus hosii – Specie endemică în Borneo, inclusiv Malaezia și Indonezia. Păduri montane umede. Figurează pe lista IUCN ca specie aproape amenințată (NT).
- Oriolus traillii – Bangladesh, Bhutan, Cambodgia, China, Pakistan, India, Laos, Myanmar, Nepal, Taiwan, Thailanda și Vietnam. Păduri tropicale și subtropicale umede.
- Oriolus mellianus – Cambodgia, China și Thailanda. Păduri tropicale și subtropicale umede. Figurează pe lista IUCN ca specie vulnerabilă (VU).

Clada VI
- Oriolus xanthonotus – Păduri tropicale și subtropicale umede din Brunei, Indonezia, Malaezia, Myanmar, Filipine, Singapore și Thailanda. Figurează pe lista IUCN ca specie aproape amenințată (NT).
- Oriolus steerii – Specie endemică în Filipine. Păduri tropicale și subtropicale umede
- Oriolus albiloris – Specie endemică din pădurile tropicale din Filipine.
- Oriolus isabellae – Specie endemică din insula filipineză Luzon. Figurează pe lista IUCN ca specie amenințată critic (CR).

Specii izolate 
- Oriolus xanthornus – Sudul și sud-estul Asiei din India și Sri Lanka până în Indonezia. Păduri deschise, terenuri cultivate.